# کلینگهوزن
شهر کلینگهوسن (به آلمانی: Kellinghusen) در ایالت اشلسویگ-هل‌اشتاین در کشور آلمان واقع شده‌است.